# Điềm Phùng Thị
Điềm Phùng Thị (tên thật là Phùng Thị Cúc, 1920 – 2002) là một nhà điêu khắc người Việt Nam. Bà là Viện sĩ Thông tấn Viện hàn lâm Khoa học và Nghệ thuật châu Âu.